# Sikosaari (ö i Norra Savolax, Nordöstra Savolax, lat 62,89, long 28,95)
Sikosaari är en ö i Finland. Den ligger i sjön Saarijärvi och i kommunen Kaavi i den ekonomiska regionen  Nordöstra Savolax ekonomiska region  och landskapet Norra Savolax, i den centrala delen av landet, 400 km nordost om huvudstaden Helsingfors. Öns area är 5,1 hektar och dess största längd är 420 meter i sydöst-nordvästlig riktning.